# Devadatta argyoides
Devadatta argyoides là loài chuồn chuồn trong họ Amphipterygidae. Loài này được Selys mô tả khoa học đầu tiên năm 1859.